# Regionalmuseum Römervilla
Das Regionalmuseum Römervilla ist ein Römermuseum in Grenzach-Wyhlen im Landkreis Lörrach um eine ausgegrabene „villa urbana“. Die im Teilort Grenzach gelegene Villa wird zu den bedeutendsten Ausgrabungen aus römischer Zeit im Raum südlich von Freiburg im Breisgau gezählt.

## Ausgrabungen
Auf erste Spuren der Villa stieß man schon bei Wasserleitungsarbeiten im Jahr 1893, darunter auf eine große Säule des Eingangsbereiches. Aber erst infolge des Abbruchs einiger Häuser der Neuzeit im Jahr 1983 konnte von der Außenstelle Freiburg des Landesdenkmalamtes mit Unterstützung der Arbeitsgruppe Archäologie des Vereins für Heimatgeschichte die Südwestecke des Hauptgebäudes mit einem benachbarten Wasserbassin freigelegt werden. Im Laufe der Ausgrabungen kamen auf dem Grundstück dann über zwei Meter hohe Mauerteile zum Vorschein, Marmorprofile von Türen und Fenstern sowie Reste von Wandmalereien, die in lebensgroßen Figuren ein Motiv aus der römischen Mythologie darstellen. Weitere Ausgrabungen im Umgriff förderten Hinweise auf mindestens vier Nebengebäude des Herrenhauses zutage, offenbar die zugehörige Ökonomie und Unterkünfte des Gesindes. Das gesamte Anwesen umfasste einst eine Fläche von rund 8570 m². Durch bestehende Gebäude und Straßen werden heute jedoch große Teile der Anlage überdeckt. Einige hundert Meter nordwestlich dieser Villa urbana wurden 1934 Reste einer weiteren Villa gefunden und 1993 und 2014 wurden in diesem Bereich Teile einer römischen Straße freigelegt.
Da direkt auf der gegenüberliegenden Schweizer Seite des Hochrheins die große Römerkolonie Augusta Raurica lag, vermutet man, dass es sich um den Landsitz („villa urbana“) eines begüterten römischen Bürgers aus der Oberschicht handelt. Es wird angenommen, dass sich der Ortsname Grenzach, römisch Carantiacum (Gut des Carantius), von einem ehemaligen Besitzer der Villa herleitet.

## Museum
Das Museum besteht seit 1986 in einem Schutzhaus, das über den Resten der Villa erbaut wurde. Die Gründung des Museums wurde maßgeblich von Erhard Richter betrieben. Das Museum wird von der Arbeitsgruppe Archäologie des Vereins für Heimatgeschichte Grenzach-Wyhlen betreut, der auch den Museumsbau initiiert und seine Finanzierung organisiert hat. Besitzerin der Römervilla ist die Gemeinde Grenzach-Wyhlen, die Funde gehören nach dem Gesetz dem Staat. In dem Raum finden auch Konzerte und Kunstausstellungen statt.
Gezeigt wird in Vitrinen des Museums auch eine Auswahl der archäologischen Fundstücke aus dem Gelände in Grenzach und 17 weiteren Fundorten im Landkreis Lörrach, zum Beispiel ein Pferdeköpfchen aus Bronze, ein Glasgefäß, Muschelornamente in bemalten Stuckleisten (einzigartig in ganz Baden-Württemberg), ein Schlossblech aus Bronze, Bronzefibeln und gedrechselte Gerätschaften aus Bein wie Nadeln, Nadelbüchsen und Spinnwirtel, Alltagswerkzeuge wie eine Hacke, Ledermesser und Meißel, außerdem Zeugen der gehobenen Esskultur wie Purpurschneckenhäuser und Austernschalen. Münzen von Vespasian (69–79 n. Chr.) und Septimius Severus (193–211 n. Chr.) für seine Gattin Julia Domna und Terra Sigillata (hochwertiges Tafelgeschirr) aus den Töpfereien von La Graufesenque in Südgallien und Rheinzabern (Tabernae) in Ostgallien sind Hinweise dafür, dass die Villa im 1. Jahrhundert nach Christus gegründet wurde und bis ins dritte Viertel des 3. Jahrhunderts bestand. Von einer 1936 teilweise angegrabenen Nachbarvilla stammt eine „Nemausus-Münze“ (Nemausus, das heutige Nîmes in Südfrankreich, hatte zur Römerzeit eine bedeutende Münzstätte).
Von Ende 2009 bis 2010 wurde das Museum mit Unterstützung durch Martin Kemkes vom Archäologischen Landesmuseum Außenstelle Rastatt sowie der Basler Ausstellungsgestalterin Ursula Gillmann neu konzipiert und die Ausstellungsobjekte wissenschaftlich katalogisiert. Am 6. Mai 2011 wurde das umgebaute Museum als Regionalmuseum neu eröffnet. Ein Schwerpunkt der Ausstellung ist nun die römische Alltagskultur. Markus Schaub, der auch viele Zeichnungen von der am anderen Rheinufer liegenden Römerstadt Augusta Raurica anfertigte, hat zwei große Bilder zur Ausstellung beigesteuert.